# Cyprideis riograndensis
Cyprideis riograndensis is een mosselkreeftjessoort uit de familie van de Cytherideidae. De wetenschappelijke naam van de soort is voor het eerst geldig gepubliceerd in 1965 door Pinto & Ornellas.